# Арзамасцевское (сельское поселение)
Арзамасцевское сельское поселение — упразднённое муниципальное образование со статусом сельского поселения в Каракулинском районе Удмуртии Российской Федерации.
Административный центр — село Арзамасцево.
Законом от 27 мая 2021 года № 54-РЗ к 10 июня 2021 года упразднено в связи с преобразованием муниципального района в муниципальный округ.

## История
Статус и границы сельского поселения установлены законом Удмуртской Республики от 23.11.2004 N 69-РЗ «Об установлении границ муниципальных образований и наделении соответствующим статусом муниципальных образований на территории Каракулинского района Удмуртской Республики».

## Население
| 2010 | 2012 | 2013 | 2014 | 2015 | 2016 | 2017 |
| ---- | ---- | ---- | ---- | ---- | ---- | ---- |
| 882  | ↘856 | ↘831 | ↘817 | ↘805 | ↘780 | ↘742 |
| 2018 | 2019 | 2020 |      |      |      |      |
| ↘729 | ↘708 | ↘688 |      |      |      |      |

## Состав сельского поселения
| № | Населённый пункт | Тип населённого пункта       | Население |
| - | ---------------- | ---------------------------- | --------- |
| 1 | Арзамасцево      | село, административный центр | ↘764      |
| 2 | Ендовка          | деревня                      | ↘84       |
| 3 | Кудекса          | деревня                      | ↘4        |
| 4 | Суханово         | деревня                      | ↘3        |
| 5 | Шумшоры          | деревня                      | ↗1        |

## Известные уроженцы села
19 апреля 1875 года в селе Арзамасцево родился Архиепископ Ювеналий (в миру Иван Кельсиевич Килин, в схиме Иоанн; — епископ Русской православной церкви, архиепископ Ижевский и Удмуртский.
В 1894 году в д. Ендовка родился Жижин Николай Кириллович, советский военачальник, генерал-лейтенант интендантской службы. С июля 1945 года по 1947 год занимал должность заместителя коменданта поверженной столицы фашистской Германии — города Берлина. Награждён двумя орденами Ленина, тремя Красного Знамени, Кутузова ІІ степени, Отечественной войны І степени, Красной Звезды, медалями, иностранными наградами.
11 сентября 1901 г в с. Арзамасцево родился Тепляков Иван Агапович, советский военачальник, генерал-майор. С 1954 г. служил военным комиссаром Удмуртии. Депутат Верховного Совета УАССР 4-го созыва. Награждён орденами Отечественной войны I степени, Ленина, Красного Знамени, Красной Звезды.
13 января 1913 года родился Василий Ефимович Тепляков — полный кавалер ордена Славы.
31 января 1924 года родилась Теплякова Анастасия Михайловна — Герой Социалистического Труда. Награждена двумя орденами Ленина, орденом Трудового Красного Знамени, медалями. Была депутатом Верховного Совета СССР двух созывов, депутатом районного и сельского советов.